# Jaime Bahamondes
Jaime Alexis Bahamondes Ortiz (Valparaíso, Región de Valparaíso, 16 de febrero de 1962) es un exconcejal y exfutbolista chileno que jugaba de defensa. Es uno de los ídolos del Club de Deportes Santiago Wanderers que se destacó durante los años 80 siendo capitán del equipo durante aquella década, alcanzando además el récord de partido jugados con los porteños al superar la barrera de 400 encuentros.
Durante su carrera fue acusado de diversos problemas extrafutbolísticos relacionados con la bohemia en Santiago Wanderers, Everton y Rangers, además en este último sería acusado de participar en un soborno durante el cierre de 1994 en una derrota que terminó 7-1 ante Palestino.
Después de retirarse del fútbol profesional volvería a la palestra durante 2016 participando de las Elecciones municipales de aquel año como candidato a concejal de Valparaíso donde no resultaría electo, aunque en abril de 2021 asumiría en el cargo por renuncia de dos de los ganadores hasta terminar dicho periodo de gobierno comunal en junio.

## Trayectoria
Formado desde los once años en las divisiones inferiores del Santiago Wanderers debutó en el Campeonato de Apertura de la Segunda División de Chile 1981 de la mano de Dante Pesce tras haber estado desde el año anterior en el primer equipo. Durante su primera temporada fue una de las sorpresas del plantel caturro, aunque perdió protagonismo al año siguiente donde su equipo consiguió el ascenso a Primera División vía secretaría.
En Primera División recuperó la titularidad en la defensa porteña, colaborando a que el club no descendiera durante su primer torneo tras una buena participación en la Copa de la República, pero su aporte no sería suficiente para evitar el descenso al año siguiente, certamen en el que no pudo estar presente en el último duelo ante Palestino por decisión técnica.
Tras bajar a la Segunda División se convirtió en uno de los referentes del plantel y uno de sus líderes en momentos difíciles para Santiago Wanderers que peligraba con desaparecer del fútbol profesional al poder ser declarado inviable debido a un cúmulo de problemas económicos. Asumió la capitanía durante 1985 para junto con sus compañeros salvar a la institución de la situación que la acomplejaba.
Para el Campeonato de Apertura de la Segunda División de Chile 1986 viviría una de sus mejores campañas hasta el momento, anotando el gol del triunfo ante Malleco Unido que le dio el paso a los verdes para jugar la final del torneo que perderían con O'Higgins. Individualmente mantendría la titularidad y destacaría como un fiero defensor, pero Santiago Wanderers solo conseguiría campañas que lo mantendrían en Segunda División.
El ser individualizado como protagonista de hechos de indisciplina durante el mando de Hernán Godoy en el cuadro verde durante la Temporada 1988 le costó la capitanía, aunque lograría recuperarla en una de las campañas más recordadas de los hinchas caturros. A base de mucho esfuerzo lideró a un Santiago Wanderers que consiguió el ascenso a Primera División durante la Liguilla de Promoción 1989.
Luego de dos temporadas en la categoría de honor del fútbol chileno y diez años jugando por el primer equipo de Santiago Wanderers, partiría a Provincial Osorno tras nuevamente haber descendido con los caturros. Con los toros, fue parte de un histórico plantel que subió a Primera División campeonando, sumando así su primer título profesional. Después de conseguir el ascenso, siguió a su técnico, Jorge Garcés, quien fichó por Everton de Viña del Mar.
Habiendo jugado solo una temporada por los ruleteros, fichó por Rangers. Aquí fue parte de una de las peores campañas de un equipo chileno en Primera División, ya que su equipo solo ganaría dos partidos y cerraría el torneo con un escándalo de soborno en el cual se le acusó de haber participado porque Palestino necesitaba convertir varios goles para no caer en la liguilla de promoción y los defensas talquinos tendrían un horrible desempeño.
Terminado su paso por Rangers, permaneció un semestre sin equipo, regresando a Santiago Wanderers para afrontar la Segunda División de Chile 1995 donde jugando pocos partidos obtuvo su único título con los porteños. De regreso en Primera División se mantuvo jugando por los verdes durante la Temporada 1996, dejando al año siguiente a su club formador. Otra vez libre, tuvo un fallido paso por Santiago Morning y otro igualmente frustrado por Deportes Puerto Montt pese a haber llegado pedido por su antiguo entrenador Jorge Garcés.
Permaneció inactivo del fútbol profesional durante dos años, regresando por tercera vez a Santiago Wanderers, donde el presidente caturro, Reinaldo Sánchez, le dio la oportunidad de reintegrarse a la actividad, pero daría positivo en un control de doping tras un clásico porteño en el cual estuvo en la banca. Con aquel hecho daría finalizada su carrera sin haber logrado jugar en la Primera B 1999.
Años después de su retiro, a mediados de 2011 regresaría a Santiago Wanderers para trabajar en conjunto con la Municipalidad de Valparaíso en el programa municipal "Talentos del Barrio" que buscaba incentivar el deporte en los niños de aquella ciudad. Aquella iniciativa contó con el alcalde Jorge Castro, quien fuese director del club durante los años 80 e incentivaría al defensa a ser candidato a concejal en las Elecciones municipales de Chile de 2016. Siendo independiente bajo apoyo del pacto Chile Vamos se embarcó en el proceso eleccionario, perdiendo en dicho balotaje, aunque en 2021 tomaría un lugar en el concejo municipal entre abril y junio de ese mismo año tras las renuncias de Carlos Bannen y Luis Soto.

## Selección nacional
Fue parte de la Selección de fútbol sub-20 de Chile que se preparaba para el Campeonato Sudamericano Sub-20 de 1981 disputado en Ecuador pero no logró ser parte de la nómina final que jugó el torneo.

## Estadísticas

### Clubes
| Club               | País  | Año       |
| ------------------ | ----- | --------- |
| Santiago Wanderers | Chile | 1981-1991 |
| Provincial Osorno  | Chile | 1992      |
| Everton            | Chile | 1993      |
| Rangers            | Chile | 1994      |
| Santiago Wanderers | Chile | 1995-1996 |
| Santiago Wanderers | Chile | 1999      |

## Palmarés

### Títulos nacionales
| Título    | Club               | País  | Año  |
| --------- | ------------------ | ----- | ---- |
| Primera B | Provincial Osorno  | Chile | 1992 |
| Primera B | Santiago Wanderers | Chile | 1995 |

## Historial electoral

### Elecciones municipales de 2016
- Elecciones municipales de 2016, para concejal de Valparaíso.[9]

| Candidato                     | Pacto                         | Partido | Votos | %    | Resultado            |
| ----------------------------- | ----------------------------- | ------- | ----- | ---- | -------------------- |
| Jaime Alexis Bahamondes Ortiz | Chile Vamos UDI-Independiente | IND     | 332   | 0,42 | Concejal (Reemplaza) |